# Sanyang, Anhui
Sanyang är en köping i östra Kina. Den ligger i She härad i staden Huangshan i provinsen Anhui, omkring 250 kilometer sydost om provinshuvudstaden Hefei. Antalet invånare är 15 825. Befolkningen består av 8 007 kvinnor och 7 818 män. Barn under 15 år utgör 14,0 %, vuxna 15-64 år 72 %, och äldre över 65 år 12,0 %.